# Andoni Lafuente

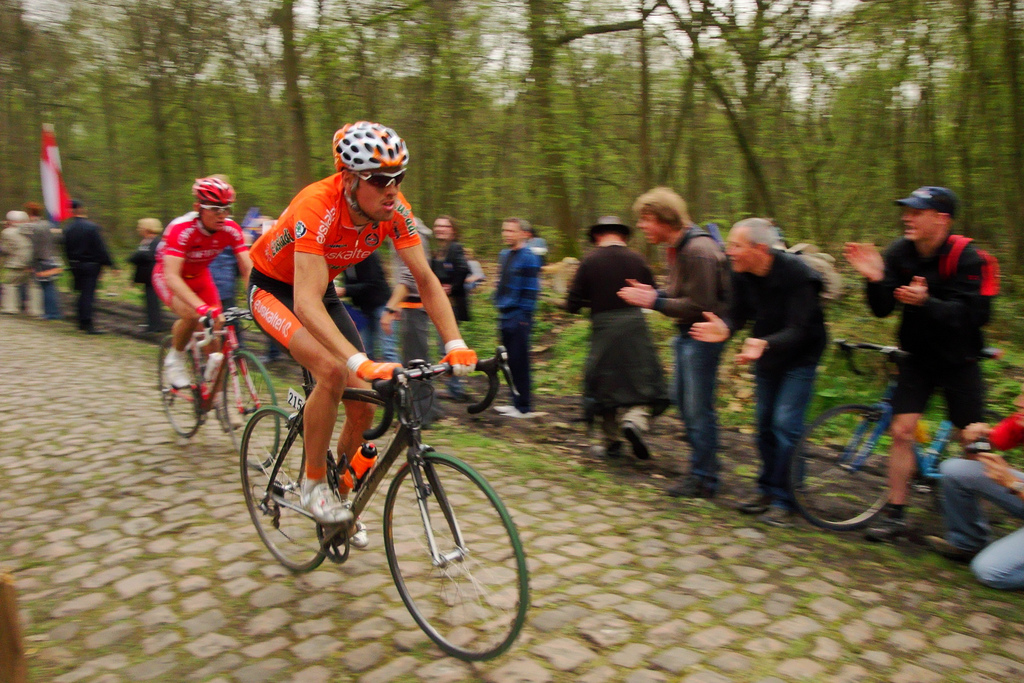
Andoni Lafuente bei Paris-Roubaix 2009

Andoni Lafuente Olaguibel (* 6. September 1985 in Gernika) ist ein ehemaliger spanischer Radrennfahrer.
Andoni Lafuente wurde 2003 spanischer Juniorenmeister im Punktefahren auf der Bahn. 2006 errang er den nationalen Titel in der Einerverfolgung (U23) und gewann den Gran Premio San Antolin.

## Teams
- 2004 Chocolade Jacques-Wincor Nixdorf
- 2005 Kaiku-Caja Rural
- 2006–2009 Euskaltel-Euskadi